# Hicksville, Ohio
Hicksville là một làng thuộc quận Defiance, tiểu bang Ohio, Hoa Kỳ. Năm 2010, dân số của làng này là 3581 người.

## Dân số
- Dân số năm 2000: 3649 người.
- Dân số năm 2010: 3581 người.